# Kevin Lötscher
Kevin Lötscher (* 17. Februar 1988 in Visp) ist ein ehemaliger Schweizer Eishockeyspieler. Etwa drei Jahre nachdem er Opfer eines schweren Verkehrsunfalls geworden war, beendete er im Februar 2014 im Alter von 25 Jahren seine Karriere als Aktiver, da er weiterhin unter den Folgen des Unfalls litt. Sein Vater Martin Lötscher war ebenfalls ein professioneller Eishockeyspieler.

## Karriere
Kevin Lötscher begann seine Karriere als Eishockeyspieler in seiner Heimatgemeinde Leuk in der Juniorenmannschaft der örtlichen Eishockeyclubs HC Leukergrund, EHC Leukerbad sowie beim HC Sierre, ehe er in die Juniorenorganisation der SCL Tigers zu den SCL Young Tigers wechselte. Dort schoss er in 14 Spielen 14 Tore und bestritt seine ersten acht Spiele in der National League A mit den SCL Tigers. Parallel dazu spielte er in der National League B für die Schweizer U20-Eishockeynationalmannschaft.
Nach einem zwischenzeitlichen Abstecher zur 1. Mannschaft des EHC Visp in der Saison 2006/07 kehrte er zur Schweizer U20-Eishockeynationalmannschaft zurück. Für die Saison 2007/08 wurde er in den Kanton Waadt zum Lausanne HC transferiert. Dort erzielte er in 34 Spielen 12 Tore und steuerte 16 Assists bei. Nach langem Buhlen um den grossgewachsenen Flügelstürmer verpflichtete ihn der HC Sierre aus dem französischsprechenden Teil des Wallis für die Saison 2008/09, in der er 30 Tore schoss und 29 Assists beitrug.
2009 wurde er vom EHC Biel verpflichtet. Mit dem entscheidenden Tor zum 3:2 in der Ligaqualifikation gegen den NLB-Meister Lausanne HC sicherte er für seinen Klub in der Saison 2009/10 vor heimischem Publikum den Ligaerhalt. Im Dezember 2010 unterschrieb der Stürmer einen Vertrag über zwei Jahre beim SC Bern mit Gültigkeit ab der Saison 2011/12. 

### Unfall
Lötscher wurde am 14. Mai 2011 in Siders von einem Auto angefahren und schwer verletzt. Die 19-jährige Unfalllenkerin hatte 1,56 Promille Alkohol im Blut. Seit diesem Unfall absolvierte Lötscher kein offizielles Eishockeyspiel für die Schweiz mehr.
Durch seinen Unfall im Mai 2011 konnte er kein Spiel mehr für den SC Bern bestreiten. Für den National League B-Club HC Sierre spielte er in der Saison 2012/13 als Leihspieler regelmässig mit und hat die Saison dort abgeschlossen. Über die gesamte Saison hinweg brachte es Lötscher auf 50 Zweitligaeinsätze, in denen er drei Tore erzielte und weitere acht vorbereitete. Im Januar 2013 wurde bekannt, dass der SC Bern den Vertrag nicht verlängern wird.

Da der Vertrag von Kevin Lötscher mit dem SC Bern auslief, musste er sich nach einem neuen Verein umsehen. Der EHC Biel bot ihm einen Vertrag für die Spielzeit 2013/14 an. Dort brachte er es lediglich auf drei Einsätze in der höchsten Schweizer Spielklasse und wurde im Dezember 2013 umgehend an den NLB-Verein HC Ajoie verliehen. Beim Verein aus Pruntrut konnte er 14 Ligapartien absolvieren, ehe er im Februar 2014 im Alter von 25 Jahren sein endgültiges Karriereende als Aktiver bekanntgab. 

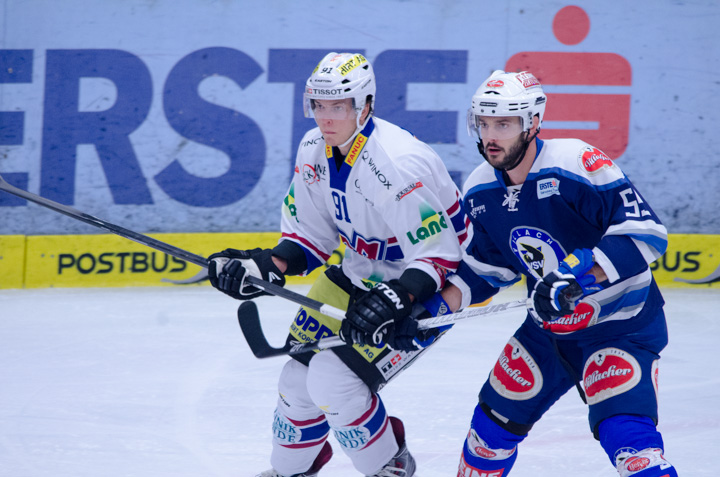
Kevin Lötscher (links) beim EHC Biel 2013

### International
Für die Schweiz nahm Lötscher an der U18-Junioren-B-Weltmeisterschaft 2006, den U20-Junioren-Weltmeisterschaften 2007 und 2008 und an der A-Weltmeisterschaft 2011 teil. Bei der U18-B-WM gelang ihm mit seiner Mannschaft der Aufstieg in die A-WM. Insgesamt bestritt er bei internationalen Turnieren 17 Junioren-Länderspiele für sein Land, bei denen er drei Tore erzielte und acht Vorlagen gab. Für die Weltmeisterschaft 2011 stand er erstmals im Kader der A-Nationalmannschaft bei einem internationalen Turnier und erzielte im letzten Spiel der Schweizer gegen die Vereinigten Staaten zwei Tore zum 5:3-Sieg, der nicht für den Einzug in die Viertelfinals genügte.

## Privates
Lötscher betreibt die Firma Sorgha GmbH und tritt als Referent und Motivator auf. Durch seine Erfahrungen mit seiner schweren Depression wurde er Botschafter der Universitären Psychiatrischen Dienste. Lötscher hat mit seiner Ex-Frau zwei Söhne und wohnt in Murten.

## Erfolge und Auszeichnungen
- 2006 Aufstieg in die Top Division bei der U18-Junioren-Weltmeisterschaft der Division I

## Karrierestatistik

### International
Vertrat die Schweiz bei:
| - U18-Junioren-Weltmeisterschaft der Division I 2006 - U20-Junioren-Weltmeisterschaft 2007 - U20-Junioren-Weltmeisterschaft 2008 - Weltmeisterschaft 2011 |

(Legende zur Spielerstatistik: Sp oder GP = absolvierte Spiele; T oder G = erzielte Tore; V oder A = erzielte Assists; Pkt oder Pts = erzielte Scorerpunkte; SM oder PIM = erhaltene Strafminuten; +/− = Plus/Minus-Bilanz; PP = erzielte Überzahltore; SH = erzielte Unterzahltore; GW = erzielte Siegtore; 1 Play-downs/Relegation; Kursiv: Statistik nicht vollständig)